# Magnetosfera di Mercurio
La magnetosfera di Mercurio è quella zona di poche migliaia di chilometri attorno a Mercurio in cui il debole campo magnetico del pianeta riesce a deflettere il vento solare. È la più dinamica del Sistema solare.

## Campo planetario

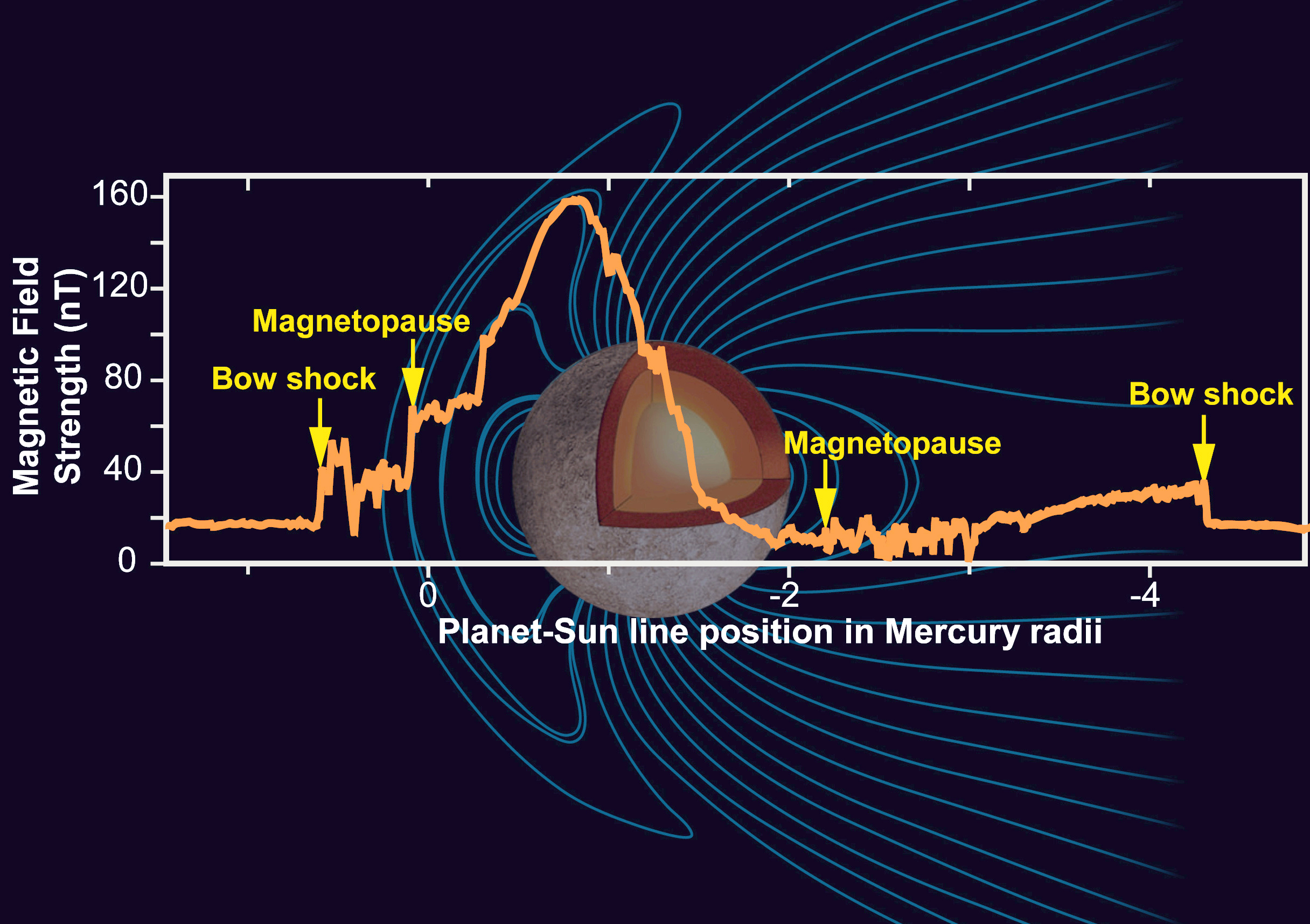
Nel grafico è riportata l'intensità relativa del campo magnetico di Mercurio.

A dispetto delle sue ridotte dimensioni e del lento moto di rotazione, Mercurio possiede uno stabile, significativo ed apparentemente globale campo magnetico. Le misurazioni delle sonde Mariner 10 e MESSENGER indicano un'intensità pari a circa l'1% del campo terrestre e lasciano presupporre che l'intensità all'equatore del pianeta sia compresa tra 250 e 290 nT. Come quello della Terra, il campo magnetico di Mercurio è dipolare, con inclinazione dell'asse magnetico rispetto a quello di rotazione inferiore ai 5°.
In base ai dati raccolti dal Mariner 10 furono avanzate principalmente due ipotesi per spiegare l'origine del campo di Mercurio: avrebbe potuto essere manifestazione di una magnetizzazione residua presente in uno strato interno del pianeta (potenzialmente la crosta), in modo simile a quanto si verifica su Marte; oppure avrebbe potuto originarsi con un effetto dinamo, indotto da moti convettivi cui sarebbe soggetto il nucleo liquido, ricco di ferro, del pianeta, in modo simile a quanto accade per la Terra. Perdipiù, le due ipotesi non sono mutualmente esclusive ed il campo di Mercurio potrebbe essere la somma dei due fenomeni, sebbene non sia possibile con i dati attualmente a disposizione assegnare una quota all'una o all'altra.
Osservazioni radar rese note nel 2007 sembrano confermare l'esistenza del nucleo liquido, rafforzando, così, il secondo scenario. In particolare, i forti effetti mareali, causati dalla relativamente elevata eccentricità dell'orbita del pianeta, fornirebbero l'energia necessaria a mantenere il nucleo allo stato liquido ed il campo magnetico sarebbe generato quindi dalla circolazione dei fluidi che vi avrebbe luogo. Tuttavia, sono stati proposti modelli nei quali tale fenomeno darebbe origine a valori dell'intensità del campo superiori rispetto a quelli misurati. Sono state allora fornite anche spiegazioni alternative. Tra queste, l'ipotesi che i moti convettivi non interessino tutto il nucleo, ma solo uno strato sottile all'interno del pianeta oppure che l'attraversamento del mantello determini la riduzione dell'intensità del campo misurata dagli strumenti ed attenui le perturbazioni di frequenza più elevata.

## Magnetosfera

Mercurio e il suo campo magnetico

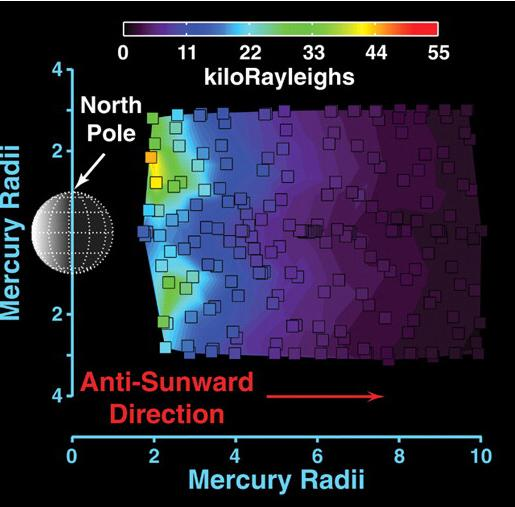
La coda di sodio rilevata dalla sonda MESSENGER nel 2008.

Il campo magnetico di Mercurio è sufficientemente forte da deflettere il vento solare e creare una magnetosfera di ridotte dimensioni attorno al pianeta. Si stima che la porzione frontale della magnetopausa disti tra i 1000 ed i 2000 km dalla superficie del pianeta. Non è noto invece il suo diametro in corrispondenza dei poli. Ad ogni modo è tanto piccola che la Terra riuscirebbe a contenerla. La sua presenza riduce l'erosione cui è soggetta la superficie da parte del vento solare, sebbene non riesca ad impedirla completamente. Le misurazioni del Mariner 10 lasciano pensare che il pianeta non sia circondato da fasce di radiazione (analoghe alle fasce di van Allen della Terra), mentre hanno fornito prova della dinamicità della magnetosfera mercuriana la cui coda è interessata da intense tempeste magnetiche dalla durata di un minuto. La brevità nella durata del fenomeno potrebbe trovare una spiegazione nell'assenza di una ionosfera. Per confronto, i fenomeni nella coda magnetica della magnetosfera terrestre possono durare per delle ore.
Che la magnetosfera di Mercurio "perda" è stato confermato anche nel corso del secondo sorvolo della sonda MESSENGER, avvenuto il 6 ottobre 2008. La sonda ha incontrato "tornado" magnetici ampi fino ad 800 km (un terzo del raggio del pianeta). Questi sono generati dal fenomeno della riconnessione magnetica che nasce dall'interazione tra il campo magnetico mercuriano e il campo magnetico interplanetario generato dal Sole, che, sotto le azioni di trasporto del vento solare, danno origine a strutture vorticose, tubi magnetici contorti su sé stessi, che aprono delle finestre nello scudo magnetico del pianeta, permettendo alle particelle del vento solare stesso di impattare direttamente sulla superficie di Mercurio. Si parla in tal caso di flux transfer event o "eventi di trasferimento di flusso".
MESSENGER ha inoltre rilevato che questi fenomeni si verificano con circa una frequenza dieci volte superiore che sulla Terra (dove danno origine alle aurore polari), dato che può essere solo parzialmente spiegato con la maggiore vicinanza al Sole di Mercurio.
I getti di vento solare, che raggiungono la superficie di Mercurio negli eventi di trasferimento di flusso, erodono la superficie del pianeta permettendo il riapprovvigionamento della tenue atmosfera di Mercurio che sarebbe altrimenti ormai dispersa nello spazio per effetto dei vari fenomeni di fuga atmosferica quali la limitata forza gravitazionale del pianeta o l'effetto despogliante del vento solare in assenza di un sufficientemente intenso campo magnetico, come ad esempio sulla Luna o su Marte.

## Esplorazione

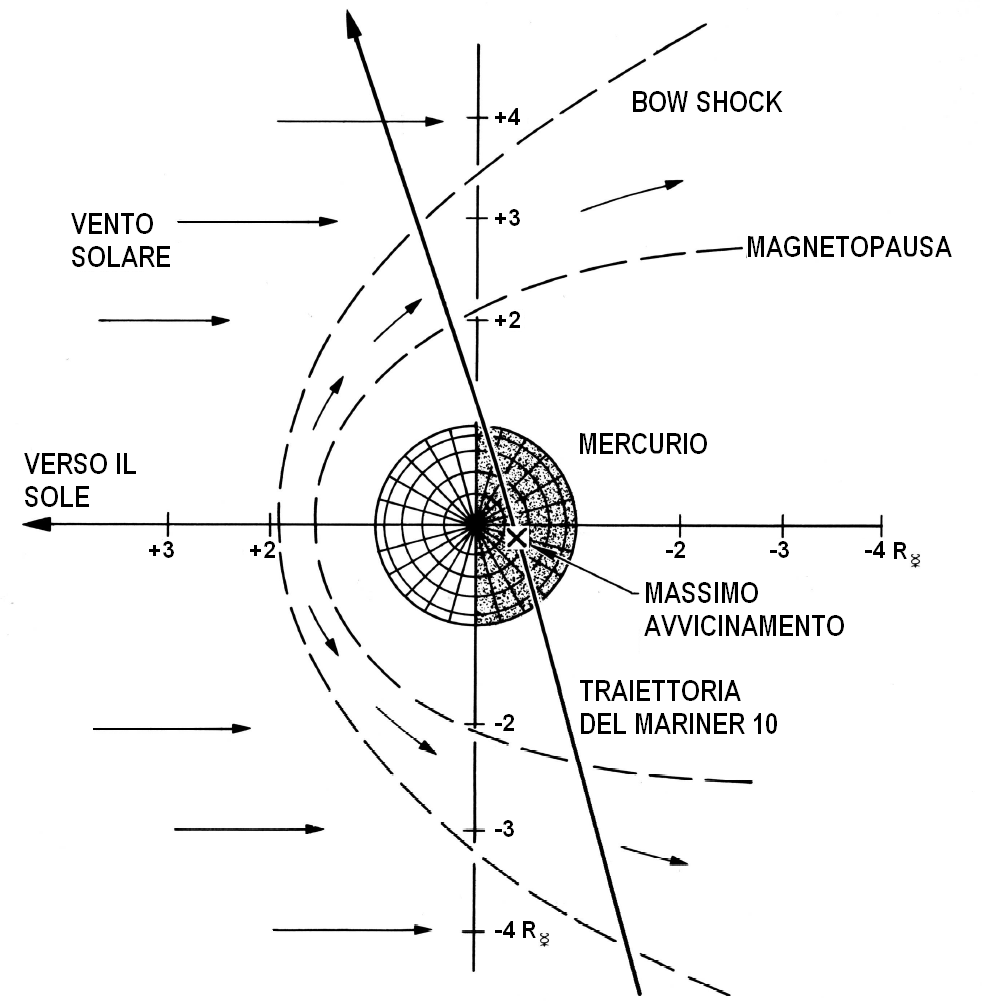
Schema del terzo incontro del Mariner 10 con Mercurio.

La magnetosfera di Mercurio può essere studiata solo grazie a misurazioni in situ ed in questo le missioni esplorative con sonde spaziali rivestono un ruolo fondamentale.
È stato il Mariner 10 a visitare per primo il pianeta ed a permettere la scoperta del campo magnetico mercuriano, nel 1974. Il Mariner trascorse nel complesso circa un'ora entro la magnetosfera mercuriana, nel corso dei due fly-by più stretti. Dati particolarmente interessanti furono raccolti nel terzo incontro (il più stretto), appositamente riorganizzato perché potesse fornire una prova della natura globale del campo di Mercurio. Come detto, nel sorvolare il lato notturno del pianeta, misurò intense tempeste magnetiche e fenomeni di ingresso di particelle del vento solare. Furono queste osservazioni che permisero di rilevare le similitudini tra la magnetosfera mercuriana e quella terrestre, nonostante le differenze nelle scale dei fenomeni che le interessano.
Nei vent'anni seguenti Mercurio non è stato raggiunto da altre sonde spaziali a causa sia delle difficoltà insite nell'esplorazione di zone tanto prossime al Sole, sia di un calo di interesse verso Mercurio stesso e solo negli ultimi anni del Novecento NASA, ESA e JAXA hanno approvato i finanziamenti a nuove missioni esplorative.
MESSENGER, lanciata nel 2004 dalla NASA, ha eseguito tre sorvoli del pianeta (due nel 2008 ed uno nel 2009) e ne è previsto l'ingresso in orbita per il 18 marzo 2011. I primi dati inviati dalla sonda, equipaggiata con un magnetometro, hanno permesso di approfondire, come detto, le interazione tra il campo magnetico di Mercurio e quello interplanetario, descritte nella sezione precedente. Inoltre, è stata rilevata la presenza di particelle cariche nell'esosfera di Mercurio e di plasma del vento solare al di sotto di una distanza di 500 km dalla superficie del pianeta. È atteso che la missione fornisca maggiori informazioni sulla dinamica a grande scala della magnetosfera di Mercurio nel corso dell'anno seguente all'ingresso in orbita.
L'ESA e la JAXA prevedono di lanciare nel 2014 una missione congiunta verso Mercurio, BepiColombo, composta da due sonde che dovrebbero arrivare a destinazione nel 2020. Il Mercury Planetary Orbiter di produzione ESA dovrebbe essere equipaggiato con strumenti prevalentemente dedicati allo studio del pianeta (vari spettrometri, un altimetro, delle fotocamere ed un magnetometro), mentre il Mercury Magnetospheric Orbiter di produzione JAXA dovrebbe essere specificatamente dedicato allo studio della magnetosfera.